# Église de Käpylä à Helsinki
L'église de Käpylä (en finnois : Käpylän kirkko) est une église luthérienne située dans le quartier de Käpylä à Helsinki en Finlande. 

## Architecture
L'église de Käpylä est construite en bordure de Metsolantie. 
EIle a été conçue par l'architecte Eero Ilmari Sutinen et construite en 1929-1930. 
EIle présente des caractéristiques du fonctionnalisme primitif, mais dans ses détails, il représente aussi le classicisme. 
L'église compte 570 sièges.
Le bâtiment de l'église au crépi clair domine Puu-Käpylä. C'est l'une des premières églises construites en dehors des centre-ville en Finlande.
Les murs de l'église présentent les peintures murales de Bruno Tuukkanen intitulées « Le Bon Pasteur » et « L'Ange portant le flambeau ». 
L'église est séparée de la rue par un mur prolongé par une haie.
La nef a un toit plat, peint en blanc. 
L'abside est d'un rouge intense. La chaire et les bancs étaient à l'origine teintés de noir, mais ils sont maintenant bruns. Les tableaux ronds de grande hauteur dans la partie supérieure des murs et l'ange en plâtre doré dans le baldaquin de la chaire ont été réalisés par le sculpteur Aarre Aaltonen.
L'église comprend une salle paroissiale reliée à la nef, ainsi qu'une cuisine et des salles de club, un bureau de vicaire et un bureau de diacre. 
À l'extrémité ouest se trouve un clocher bas avec un toit plat.
L'orgue mécanique à 22 jeux a été fabriqué par la fabrique d'orgues de Kangasala en 1977. 
La façade de l'orgue a été conçue par l'architecte Bey Heng pour suivre l'orientation stylistique d'une église fonctionnaliste.

## Galerie

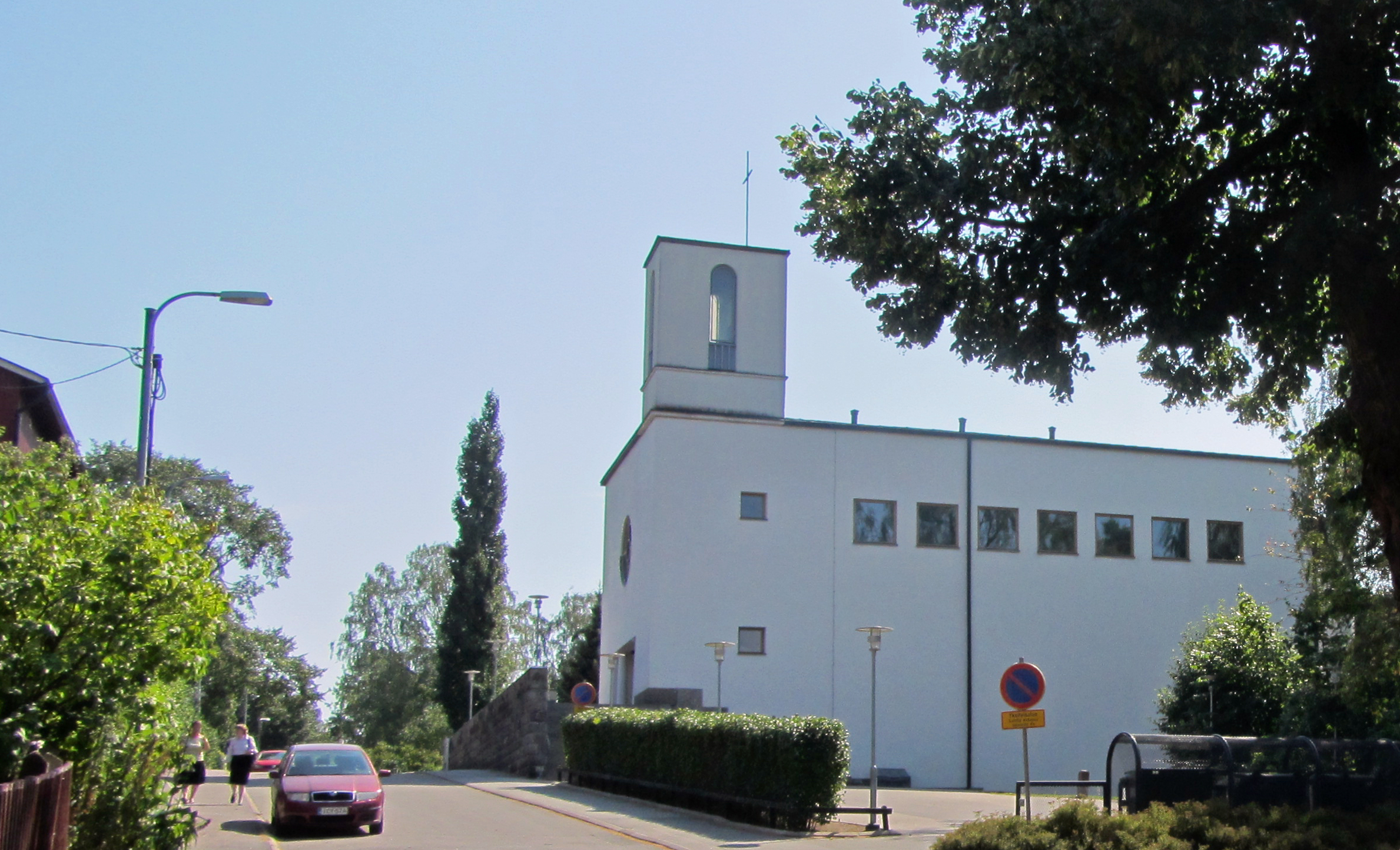
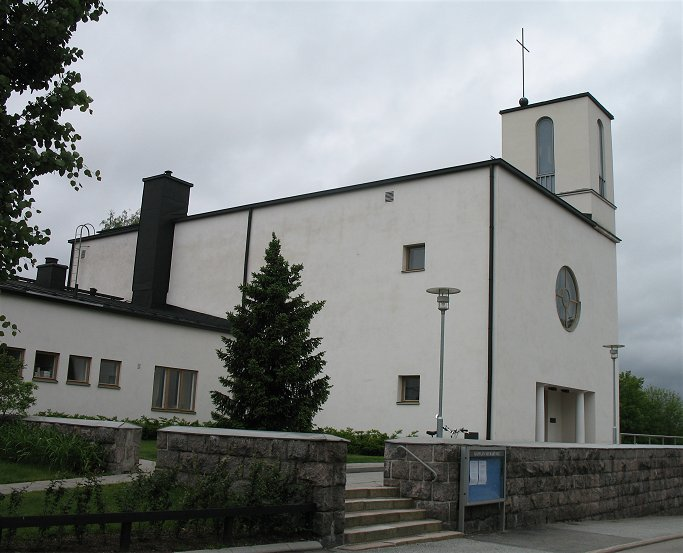
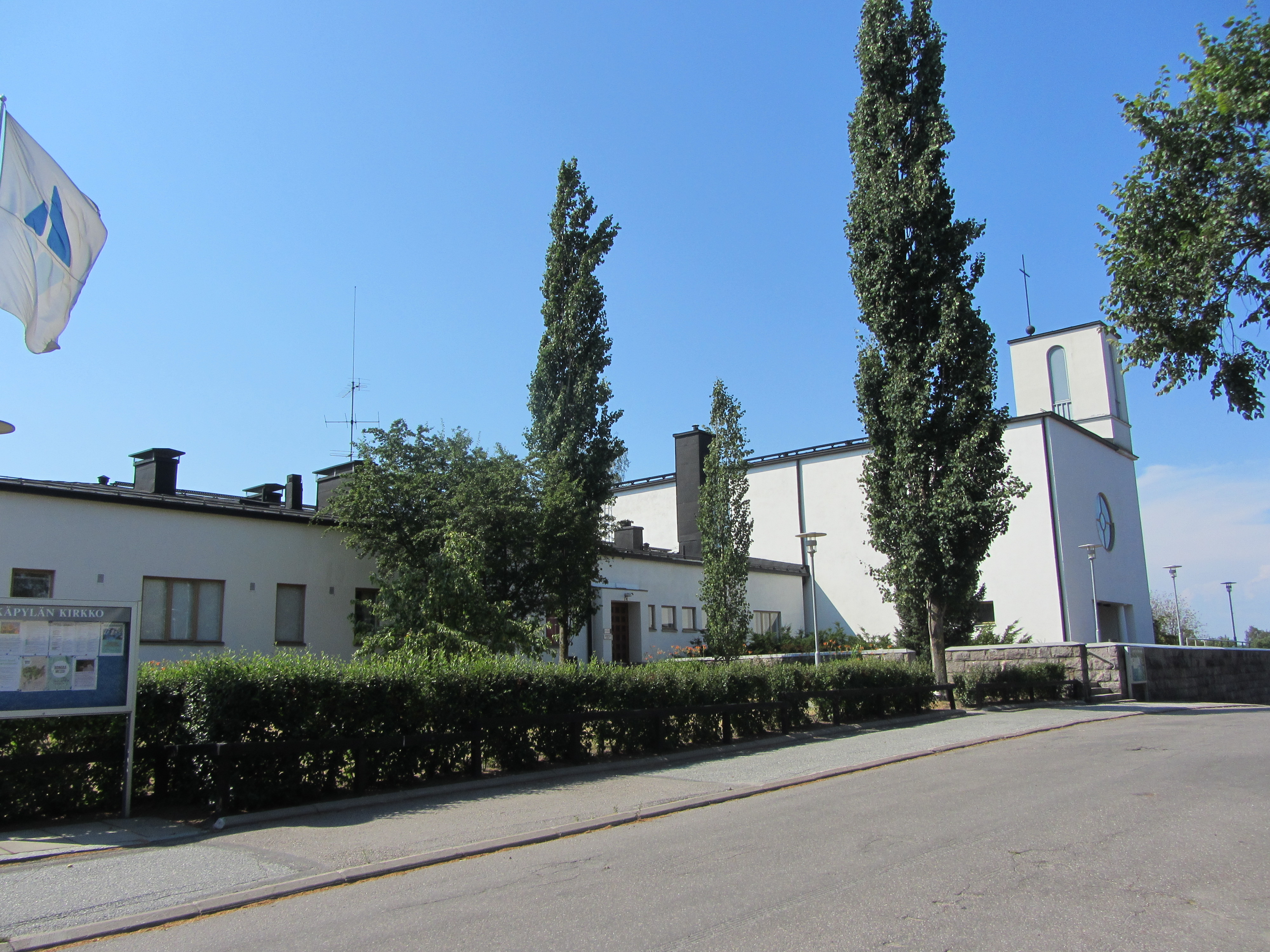

## Voir  aussi